# Vincent Courtois
Vincent Courtois (Párizs, 1968. március 21. –) francia dzsessz-csellista.

## Pályafutása
Klasszikus csellózást tanult az Aubervilliers Konzervatóriumban, először Erwan Faurétól, majd Roland Pidouxtól és Frédéric Lodéonntól is. Aztán dzsesszt játszott Didier Levallet és Dominique Pifarélyt társaságában, 1988 óta pedig Christian Escoudé és Didier Levallet zenekarvezetője volt a Swing String Systemben Párizsban. Emellett 1990-ben megalapította saját kvartettjét, és kiadta első szólóalbumát is, a Cello Newst.
1993-tól Martial Solallal, Julien Lourau-val a Pendulum Quartetben, Franck Franck Tortillerrel a „Tukish Blend” zenekarban és a „Zebra 3” trióban játszott. Amellett Xavier Desandre Navarre-val is muzsikált. Közreműködött a Marvelous (1994) című albumon Michel Petrucciani, Tony Williams és Dave Holland társaságában.
Courtois átszott François Corneloup szeptettjében, és Louis Sclavisszal dolgozott  filmes és színházi felkérésekre is. Két albumot rögzített Rabih Abou-Khalil kvintettjével. 1998-ban részt vett a Pierre Favre vezette együttesben és egy trióban Yves Roberttel. 2000-ben és, 2002-ben a Banlieues Bleues fesztiválon játszott.

## Albumok
- 1990: Cello News
- 1991: Pleine Lune
- 1994: Turkish Blend
- 1995: Pendulum Quartet
- 2000: Translucide
- 2001: The Fitting Room
- 2003: Les Contes de Rose Manivelle
- 2005: Trio Rouge
- 2006: What Do You Mean By Silence?
- 2008: L'homme Avion
- 2008: As Soon As Possible
- 2010: L'Imprévu
- 2011: Live In Berlin
- 2012: Mediums
- 2014: West
- 2017: Bandes Originales